# Верстаппен, Вим
Вим Верстаппен (нидерл. Wim Verstappen; 4 мая 1937 года, Гемерт — 24 июля 2004 года, Амстердам) — известный голландский режиссёр, продюсер и сценарист.

## Биография
Вырос на Кюрасао, карибской колонии Нидерландов в католической семье учителя. Старший среди шестерых детей.
Начав учёбу в Нидерландской академии кино и телевидения в 1961 году, к 1966 выпустил свой первый фильм «Бесславное возвращение Йозефа Катуса в страну Рембрандта». В 1964 вошёл в редколлегию киножурнала «Skoop», где работал вместе с Николаем ван дер Хейде, Гиедом Яспарсом и Пимом де ла Парра. С последним он продюсировал и снимал фильмы, начиная с 1966 года, а в 1967 году они основали компанию «Scorpio Films», известную также как «Pim & Wim». Среди их совместных работ фильм 1971 года «Блю муви», который привёл к отмене цензуры в голландском кино для взрослых.
После закрытия «Scorpio Films», Верстваппен стал режиссёром фильмов по романам Симона Вестдейка: «Пастораль 1943» (1978) и «Het verboden bacchanaal» (1981). Первый фильм принёс коммерческий успех, а второй провалился в прокате, так же как и два следующих фильма De Zwarte Ruiter (1983) и De Ratelrat (1987).
Верстаппен перестал снимать кино и сконцентрировался на правах обладателей фильмов, основав организацию по защите авторских прав. В 1992 году он получил награду Dutch Filmmuseum Award за вклад в голландскую киноиндустрию, а в 1995 году — Золотого телёнка за все свои киноработы.
Умер от рака в 2004 году.

## Избранная фильмография
- IJdijk (1965; экспериментальное кино о педофилии)
- Бесславное возвращение Йозефа Катуса в страну Рембрандта (1966; De minder gelukkige terugkeer van Joszef Katus naar het land van Rembrandt)
- Liefdesbekentenissen (1967; с Рамзесом Шаффи)
- Фестиваль (1968)
- Drop Out (1969)
- Блю муви (1971)
- VD (1972)
- Франк и Ева (1973; Frank en Eva)
- Алисия (1974)
- Дакота (1974)
- Leren van Las Vegas (1974; 8 мм документальный)
- Mens Erger Je Niet (1975)
- Пастораль 1943 (1978)
- Фатальная ошибка (1979; Grijpstra en de Gier)
- Запретная вакханалия (1981; Het verboden bacchanaal на основе романа Симона Вестдейка)
- De Zwarte Ruiter (1983)
- Leren van Las Vegas (1985)
- De Ratelrat (1987; на основе романа Янвиллем ван де Ветеринга)